# Nello Falaschi
Nello Donald Falaschi (Dos Palos, 19 marzo 1913 – Oakland, 29 luglio 1986) è stato un giocatore di football americano statunitense che ha militato nel ruolo di centro nella National Football League.

## Carriera
Falaschi al college giocò a football alla Santa Clara University dove giocò come quarterback, guidando la squadra alla vittoria dello Sugar Bowl 1937, venendo premiato come All-American. Fu scelto nel corso del secondo giro (16º assoluto) del Draft NFL 1937 dai Washington Redskins, con cui non giocò mai. Disputò tutta la carriera con i New York Giants dal 1938 al 1941, venendo convocato per tre Pro Bowl e vincendo il campionato NFL nel 1938. Dopo il ritiro fondò una ditta di costruzioni a Oakland, California.

## Palmarès

### Franchigia
- Campionati NFL : 1

New York Giants: 1938

### Individuale
- Convocazioni al Pro Bowl: 3

1938, 1939, 1941
- College Football Hall of Fame